# Kumusi (Fluss)
Der Kumusi (auch Kamusi) ist ein 120 Kilometer langer Fluss in der Provinz Oro in Papua-Neuguinea.
Er ist für seine Breite und hohe Fließgeschwindigkeit bekannt. Von Bedeutung für die Geschichte der Provinz Oro war er während der Kokoda-Track-Kampagne im Zweiten Weltkrieg und im Jahr 2007 wegen der durch den Zyklon Guba verursachten Überschwemmungen und Schäden.

## Geschichte

### Zweiter Weltkrieg
Aufgrund seiner relativen Nähe zum Kokoda Track spielte der Kumusi-Fluss in der Kokoda-Track-Kampagne im Zweiten Weltkrieg wiederholt eine wichtige Rolle. Der schnell fließende und breite Fluss bot dem Feind eine natürliche Barriere und gab den Verteidigern einen deutlichen Vorteil. Es gab nur wenige Brücken und zur Unterbrechung der Versorgungslinien wurden die festen Brücken oft bombardiert. Daher mussten die Soldaten über den reißenden Fluss meist ohne Hilfsmittel oder mit Flößen übersetzen. Die starke Strömung führte zu vielen Todesopfern. Einer der bemerkenswertesten Todesfälle war der des japanischen Generalmajors Horii Tomitarō. Nach der Oivi-Gorari-Schlacht überquerten die chaotischen japanischen Truppen den Fluss bei Wairopi. Obwohl sein Pferd bereits ertrunken war, entschied sich Horii, den Fluss auf einem Floß zu überqueren. Hierbei fiel er ins Wasser und ertrank.

### Zyklon Guba
Am 14. und 15. November 2007 traf der Zyklon Guba die Provinz Oro. Der Zyklon brachte während fünf Tagen starken Regen, was zu weitläufigen Überschwemmungen führte. Der Kumusi schwoll bis zum Zehnfachen seiner ursprünglichen Breite an. Die Überschwemmungen zerstörten Häuser, Gärten und in einigen Fällen wurden ganze Dörfer weggespült. Das Hochwasser zerstörte die lebenswichtige Infrastruktur der Provinz vollständig. Über 22 Brücken wurden weggespült und die Verbindung zum Hauptort der Provinz Popondetta wurde unterbrochen.